# 四段階推定法
四段階推定法（よんだんかいすいていほう、Four Step Method）とは、アメリカで発明された集計型の将来交通需要を推定する方法である。

## 概要
四段階推定法においては、
1. 生成交通量の予測（ある地域内の交通量がどれだけとなるか。例：α市内での交通量は1000）
2. 発生・集中交通量の予測（更に小さい地区ごとに、その地区を発地とする交通量・着地とする交通量がそれぞれどれだけとなるか。例：A地区発生は100・集中は150、B地区発生は120……）
3. 分布交通量の予測（地区間の移動はそれぞれどれだけであるか。例：A→Bは50、A→Cは70、B→Aは60……）
4. 分担交通量（手段別交通量）の予測（地区間の移動のうち、どの交通手段がどのくらい利用されるか。例：A→Bの50のうち、鉄道が25、自動車が15、自転車が10）
5. 配分交通量の予測（それぞれの手段のうち、どの経路・区間をどのくらい利用するか。例：A→B鉄道利用25のうち、x駅経由15、y駅経由10。自動車利用15のうち、p号線利用7、q号線利用5……）

の5つに段階をわけて、交通需要を推定する手法である。
鉄道や道路など輸送施設の新規建設がある際の需要予測の手法として多く利用される。

### 5段階なのに、なぜ4段階なのか
一般的には生成交通量の予測の段階をいれずに4段階と数える。5段階となっている理由としては、分担交通量の段階が、アメリカで発明された時点ではモデルに含まれていなかったためである。
四段階推計法はシカゴにおいて高速道路の需要予測をするために発明されたものであり、生成交通量が自動車のみを扱った数値であり、他の交通手段からの変更（モーダルシフト）を考慮をしていなかったため「分担交通量の予測」の段階を除く4段階として登場した。

## 利点と問題点
利点
- 考え方が非常に簡素でわかりやすい。
- 様々なところで交通需要予測として使われている。（日本においても最も普及した方式である）
- 日本ではほとんどのプロセスでパーソントリップ調査のデータを利用できるため、大がかりな調査が不要である。

問題点
- 生成交通量などはカウントできるものではなく、統計的な手法に頼るため数値の誤差がある。
- それぞれの段階において関連性のない仮定をおくため、プロセス間の整合性がない。（エラーがあっても回避できない。）
- 人々の行動の範囲すべてを対象地域とすることになるので、1つの路線の推定を行うにも広大な地域（都市圏）を対象とする必要がある。